# Los Gatos Salvajes (álbum)
Los Gatos Salvajes es el álbum debut de la banda argentina de rock Los Gatos Salvajes, lanzado en 1965.

## Lista de canciones
| N.º   | Título                     | Escritor(es)                                             | Duración |  |
| 1.    | «Lo que más me gusta a mí» | Litto Nebbia                                             | 2:20     |  |
| 2.    | «La respuesta»             | Litto Nebbia, Ciro Fogliatta                             | 2:49     |  |
| 3.    | «En tu corazón»            | Litto Nebbia                                             | 1:45     |  |
| 4.    | «Little red rooster»       | Willie Dixon                                             | 2:51     |  |
| 5.    | «Dónde vas»                | Litto Nebbia                                             | 2:50     |  |
| 6.    | «Déjame, déjame»           | Litto Nebbia                                             | 2:02     |  |
| 7.    | «Bajo la rambla»           | Artie Resnick, Kenny Young (versión castellano Rafaelmo) | 2:50     |  |
| 8.    | «Necesito saber»           | Litto Nebbia                                             | 3:25     |  |
| 9.    | «Harás lo que te pida»     | Litto Nebbia                                             | 2:43     |  |
| 10.   | «Ruta A Go-Go»             | Ciro Fogliatta                                           | 2:34     |  |
| 11.   | «Quién vendrá por mí»      | Litto Nebbia                                             | 2:51     |  |
| 12.   | «Tan sólo un perdedor»     | Litto Nebbia                                             | 2:46     |  |
| 31:51 |                            |                                                          |          |  |

## Personal
- Litto Nebbia: voz principal y coros, armónica y guitarra rítmica
- Juan Carlos "Chango" Puebla: guitarra principal y Lap steel
- Ciro Fogliatta: órgano, piano, celesta y coros
- Guillermo Romero: bajo
- Basilio "Turco" Adjaydie: batería y pandereta